# 范畴 (哲学)
在哲学中，范畴（希臘語：κατηγορια）概念被用于对所有存在的最广义的分类。比如说时间，空间，数量，质量，关系等都是范畴。在分类学中，范畴是最高层次的类的统称。它既不同于学术界对于学问按照学科的分门别类，又有别于百科全书式的以自然和人类为中心的对知识的分类，范畴论是着眼于存在的本质区别的哲学分类系统，因而范畴论属于形而上学的本体论分支。

## 亚里士多德的范畴论
亚里士多德是范畴论的先驅。他在《范畴篇》这本著作中列举并且讨论了十大基本存在，分别为：
- 实体（ουσία）
- 数量（ποσόν）
- 性质（ποιόν）
- 关系（προς τι）
- 场所（που）
- 时间（πότε）
- 姿势（κείσθαι）
- 状态（έχειν）
- 动作（ποιείν）
- 承受（πάσχειν）

并称它们为范畴。亚里士多德对各种形式的存在作了如下定义：一个存在是任何一个可以用“是”或“有”来描述的对象。要对存在的范畴进行研究，就要首先决定在什么情况下，我们对事物可以用“是”或“有”来陈述，这种可描述性的本质到底是什么。一个范畴是指事物的一个最大的分类 — “事物”在此是指可被称谓但不能还原成其它类的任何对象。亚里士多德的范畴论提出了第一个哲学的分类系统，并有助于促使哲学家去考虑哲学的研究对象究竟是什么。

## 康德的范畴论
康德在純粹理性批判中提出 十二範疇論。如下表。
|      | 範疇          | 範疇          | 範疇          |
| ---- | ------------- | ------------- | ------------- |
| 數量 | 普遍          | 多數          | 特例          |
| 性質 | 實際          | 反面          | 制限          |
| 關聯 | 本質與發生    | 原因與結果    | 社區與互惠    |
| 模態 | 可能 / 不可能 | 存在 / 不存在 | 必然 / 不必然 |

## 关于“范畴”的补充解释
直观上，一个对所有存在的完美的分类系统应该满足如下3个条件：
- 有限的： 类的数量是有限的。
- 覆盖的： 任何存在都属于某一类。也就是说类的集合包含宇宙万物。
- 无交的： 任何存在都只属于某一类。也就是说不同的类之间没有相交。

以上条件在范畴的分界问题上引起困难，比如说性质和关系的区别本来就不明显，又比如说在场所和时间这样的连续環境中规定像大小多少这样的数量的概念本身就没有界限。
其实现实的分类系统，比如说生物学对物种的分类，图书馆对书籍的分类，皆不能满足既是覆盖的，又是无交的。
范畴是一种辅助概念，每一个范畴都是人为创造出来并加以组织化的术语，给科学提供分类样式，作为思考技术的工具，为进行共同讨论限定框架和带来主题感觉。
“范畴”本身就是一个范畴。范畴被认为是人类意识归纳出的各种对象的心理概念，这种概念是总结性的。人类依靠范畴认识对象，而使自己与其他动物区分开来。

## 历史
- 爱奥尼亚哲学以物质的基本元素为范畴：土、水、空气和火。它的重要性在于引起了人们在认识问题上的兴趣、并成为哲学分类系统的前身。
- 柏拉图区分了五种范畴： 在（是），同和异，静和动，他认为这些范畴是精神存在的证明。
- 伊曼努尔·康德把范畴作为先天的理性，正是由于范畴的存在，我们才能够将经验转化为知识。
- 中文译名“范畴”源于《尚书》中的“洪范九畴”。“九畴”中的第一畴是我们熟悉的“五行”：水、火、金、木、土。五行不仅是一个对基本物质的分类系统，而且具备“相生相克”这一关系推演系统，而五行体系的最大特征是在于“行”这一字上，体现了生灭流转、变化不息的宇宙观。另外八畴包括政治、天文、气象、修养、道德和人生幸福，这已超出了我们在此的讨论范围。据信《尚书·洪范》是在战国时代成文，但五行的观念则更加原始。

## 范畴举例
哲学家们对于什么是“存在”的基本范畴持不同看法。在此我们列举一些不同观点：

### 物质对象
物质对象是存在的；说它们“存在”的理由很简单，因为它们就“在”我们的身边。一幢房子、一个人的身体、一棵树、一片云。说它们存在只因为它们是物质对象。我们称其为物体，或者实物，或者具体事物，或是实体（注意在此不同于哲学中的用法）。

### 心灵
心灵是我们的一部分，用于感知和思考，有些哲学家认为它们是存在。按常识，我们每一个人都“有”心灵。当然，大多数哲学家只是假设，心灵是除了物理对象以外的另一个范畴。笛卡尔就是其中之一（这种观点称为二元论）。而其他哲学家则认为精神概念可以还原成物质概念（这种观点称为唯物论）。另外有些哲学家认为心灵不是一种可以离开了个人而单独区分出来的“东西”，他们认为精神性和物质性是出于一种伴随发生关系 — 就像银行跟大楼的伴随发生关系一样。

### 类
所有的人和所有的行星都属于类。在行星类裡，有水星、金星、地球，还有其它可能散布在宇宙中的行星。除了类中成员，类本身经常被认为是一种存在。在某种意义上说，行星类是存在的。类通常被认为是一种抽象的存在，有如集合。“类”在意义上几乎等价于“集合”。

### 性质
一个红苹果的“红”，或者干脆说所有红的东西的所共有的那种“红”，是一种性质。你也可以称此为那个苹果的属性。当你讲到一个物体的尺寸、颜色、重量、组成等的时候，你就是在谈论它的性质。一些人认为性质像物质一样是一种存在（这恰好是宇宙论问题中激烈争论的焦点），所以苹果的“红”是存在的。而反对的意见认为：“红”这个属性首先要被意识（眼睛\大脑）接受，并将其归纳为范畴，而后“红”才能作为一个被认识的对象存在。如果意识（眼睛\大脑）接受了“红”的刺激，但是没有将其呈现为范畴，则“红”对我们来说就不存在，也就是说是意识创造了“红”这个范畴并呈现给我们的思维，而后我们才发现“红”存在。

### 关系
一个置于桌上的苹果与桌子之间有一种关系。苹果与桌子之间的关系是“置于…上”的关系。因此有人说，这关系是存在的。在比如说，华盛顿纪念碑要比白宫高，“高于…”是建筑物之间的一种关系。同样我们可以说这种关系是存在的。这也是宇宙论问题中争论的焦点。 
性质、关系、和类都被认为是抽象的而非具体的。多数哲学家认同性质和关系是抽象的存在，而物质对象则有具体的存在。这也许是区分两种存在的范例：即可被称为“是”的存在和可被称为“有”的存在。